# Denis Payton
Denis West Payton (Walthamstow, Londen, 11 augustus 1943 - Bournemouth, 17 december 2006) was een Engels saxofonist. Hij maakte deel uit van The Dave Clark Five, waar hij zowel tenorsaxofoon als baritonsaxofoon speelde.

## Levensloop
Payton werd geboren in Londen. De muzikale Payton leerde al snel gitaar, saxofoon en andere blaasinstrumenten te bespelen. In zijn tienerjaren speelde hij in een jazzbandje terwijl hij voor elektricien leerde. Hij wisselde een paar maal van band en leerde de leden van vele andere groepen kennen. Zo ook Dave Clark, de leider van de groep ‘Dave Clark Five with Stan Saxon’. Toen Saxon, die saxofoon speelde en af en toe zong, in 1962 vertrok, bleef The Dave Clark Five over. Tegelijk met Saxon vertrok de tweede saxofonist Jim Spencer. Denis Payton werd zijn vervanger.
De groep van Dave Clark speelde eerst voornamelijk instrumentale muziek. Alleen Stan Saxon zong bij sommige nummers. Na zijn vertrek nam pianist Mike Smith (die later overstapte op een elektronisch orgel) ook de zang voor zijn rekening. De groep stapte over van jazz en dansmuziek op popmuziek.
Vanaf dat moment was de bezetting van de band als volgt: Dave Clark (drums), Mike Smith (zang en keyboard), Lenny Davidson (gitaar), Denis Payton (saxofoon) en Rick Huxley (basgitaar). Naast saxofoon speelde Payton gitaar en mondharmonica en deed hij soms mee bij de achtergrondzang. Acht jaar lang veranderde deze bezetting niet. Samen met Dave Clark schreef hij ook nummers voor de groep, waaronder het instrumentale On the Move, de achterkant van de hitsingle Catch Us If You Can. Op twee nummers, I Miss You en Man in the Pin Striped Suit, zong hij solo.
Met The Dave Clark Five scoorde Payton een reeks grote hits, zowel in Groot-Brittannië als in de Verenigde Staten. Behalve Catch Us If You Can waren ook Glad All Over, Bits and Pieces en Over and Over grote successen. Payton beleefde zijn ‘finest hour’ toen de jazzsaxofonist Stan Getz, een van zijn idolen, hem na een optreden van The Dave Clark Five om een handtekening vroeg.
In 1970 ging de band uit elkaar. Payton werd makelaar, maar bleef parttime muziek maken.
Na de constatering van kanker moest Denis Payton zijn werk opgeven. Na een lang ziekbed overleed hij in Bournemouth, Dorset. Hij werd 63 jaar. Hij liet een vrouw, twee zoons en twee stiefzoons na.
In oktober 2006, het jaar van zijn dood, werd de band genomineerd voor opname in de Amerikaanse Rock and Roll Hall of Fame. Tegen Dave Clark, die hem op zijn ziekbed opzocht, zei Payton: ‘I know I won’t be around, but it was an amazing part of my life that I am very proud of’ (‘Ik weet dat ik er niet bij zal zijn, maar het was een fantastisch deel van mijn leven, waar ik heel trots op ben’). Op 10 maart 2008 werd de groep inderdaad opgenomen in de Hall of Fame. Denis Payton en Mike Smith konden daar niet meer bij zijn.

## Noot
1. ↑  Over de bezetting tijdens de vroege jaren van de groep (gearchiveerd).